# Bisnovat SK-2
SK-2 (Skorostnii Krylo – cánh vận tốc cao), là một loại máy bay tiêm kích của Liên Xô, thiết kế chế tạo năm 1940.

## Tính năng kỹ chiến thuật (SK-2)
Dữ liệu lấy từ Gunston, Bill. "Encyclopaedia of Russian Aircraft 1875–1995". London:Osprey. 1995. ISBN 1-85532-405-9
Đặc điểm tổng quát
- Kíp lái: 1
- Chiều dài: 8.28 m (27 ft 2 in)
- Sải cánh: 7.3 m (23 ft 11½ in)
- Diện tích cánh: 9.57 m2 (103 ft2)
- Kết cấu dạng cánh: max speed
- Trọng lượng rỗng: 1.850 kg (4.078 lb)
- Trọng lượng có tải: 2.300 kg (5.071 lb)
- Powerplant: 1 × Klimov M-105 (VK-105), 783 kW (1.050 hp)

Hiệu suất bay
- Vận tốc cực đại: 660 km/h (413 mph)  45 phút
- Vận tốc lên cao: 19,23 m/s (3785,6 ft/phút)

Vũ khí trang bị
- 2 × súng máy 12.7mm BS